# 10661 Тевтобургервальд
10661 Тевтобургервальд (10661 Teutoburgerwald) — астероїд головного поясу, відкритий 29 вересня 1973 року.
Тіссеранів параметр щодо Юпітера — 3,600.
Названо на честь Тевтобурзького лісу (нім. Teutoburger Wald) - вузького пасма низьких гір у Німеччині, розташованого у землях Нижня Саксонія і Північний Рейн — Вестфалія.